# Лункаспріє
Лункаспріє (рум. Luncasprie) — село у повіті Біхор в Румунії. Входить до складу комуни Добрешть.
Село розташоване на відстані 397 км на північний захід від Бухареста, 38 км на південний схід від Ораді, 98 км на захід від Клуж-Напоки, 146 км на північний схід від Тімішоари.

## Населення
За даними перепису населення 2002 року у селі проживали 959 осіб.
Національний склад населення села:
| Національність | Кількість осіб | Відсоток |
| -------------- | -------------- | -------- |
| румуни         | 953            | 99,4%    |
| цигани         | 5              | 0,5%     |

Рідною мовою назвали:
| Мова      | Кількість осіб | Відсоток |
| --------- | -------------- | -------- |
| румунська | 954            | 99,5%    |
| циганська | 5              | 0,5%     |